# Every Time a Bell Rings an Angel Gets His Wings
Every Time a Bell Rings an Angel Gets His Wings è il primo album del gruppo svedese post-rock Logh. È stato pubblicato in Svezia il 21 gennaio 2002 e il 23 luglio 2002 nel resto dell'Europa

## Tracce
Testi e musiche di Mattias Friberg
1. In Cold Blood – 5:24
2. Yellow Lights Mean Slow Down, Not Speed Up – 4:31
3. The Passage – 4:24
4. Note on Bathroom Mirror – 3:44
5. Music for Flightrecorders – 6:14
6. Lookalike – 2:42
7. The Bastards Have Landed – 3:16
8. Ghosts – 4:09
9. Off the Ground – 4:17
10. Every Streetlight a Reminder – 2:56
11. The Hour We Knew Nothing – 1:51

## Formazione
- Mattias Friberg - voce, chitarra, testi, musiche
- Jens Hellgren - chitarra
- Mathias Oldén - basso, ingegneria del suono
- Kristofer Rönström - batteria

Musicisti aggiuntivi
- Andy Åkesson - batteria (in Music for Flightrecorders)

Tecnici
- Pelle Gunnerfeldt - mastering
- Johan Svensson - illustrazione copertina